# Claude-Alexandre de Villeneuve
Claude-Alexandre de Villeneuve, comte de Vence (1702-1760) est un militaire et collectionneur français.

## Biographie
Fils de Jean-Baptiste de Villeneuve, comte de Vence, capitaine des vaisseaux du roi, et de Françoise de Grasse, Claude-Alexandre de Villeneuve-Vence est issu de la branche provençale de la Maison de Villeneuve, l'une des plus importantes familles nobles de Provence.
Il entre dans l'armée. Colonel-lieutenant du régiment Royal-Corse de 1739 à 1760, brigadier des armées du roi le 1er mai 1745, maréchal des camps et armées du roi le 10 mai 1748 puis Lieutenant-général des Armées du Roi. Il fut commandant à La Rochelle.
Il est admis comme membre de l'Académie royale de peinture et de sculpture le 28 septembre 1753en tant qu'associé libre. 

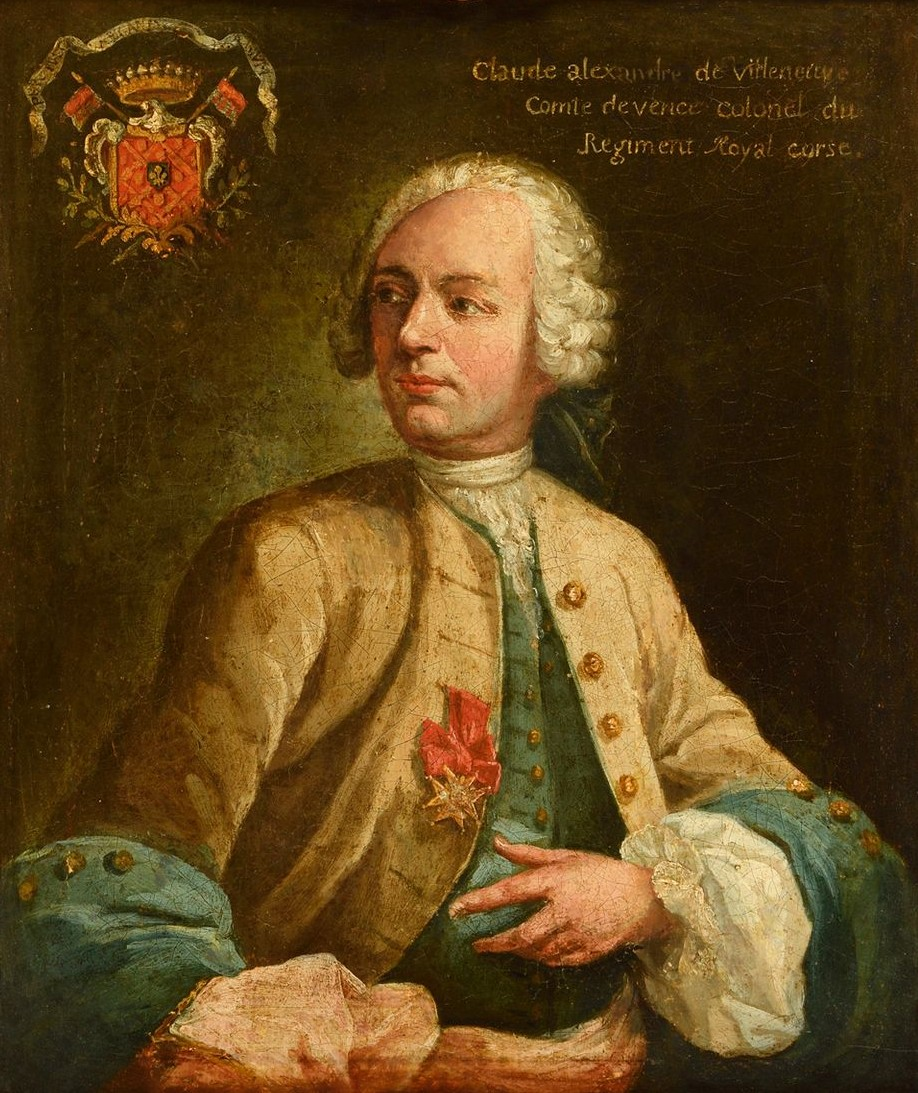
Portrait de Claude-Alexandre de Villeneuve, comte de Vence, XVIIIe siècle

Grand ami du marquis Marc-René de Voyer de Paulmy d'Argenson (1722-1782), dont il fut le compagnon d'armes, il partageait avec lui l'amour des arts, ainsi qu'une grande admiration pour la peinture flamande et hollandaise. Il faisait partie à ce titre des grands collectionneurs du XVIIIe siècle. Le comte de Vence disposait ainsi d'un logement dans les résidences du marquis (Asnières, les Ormes).
Il meurt le 6 janvier 1760 à La Rochelle à l'âge de 57 ans des suites d’un empoisonnement au Vert de Gris. L’empoisonnement accidentel résulte d’un récipient en cuivre mal affûté dans lequel était préparé son plat. 
En tant que collectionneur il possédait plus de 200 tableaux. Sa collection ainsi que sa bibliothèque, d'une importance considérable en France, sont mises en vente peu de temps après. 
De nombreux graveurs renommés ont travaillé pour lui comme Pierre Chenu, Simon René de Baudouin, Jean-Georges Wille ou encore Pierre-François Basan où ils ont produit des estampes destinées à son cabinet.

### Sources et bibliographie
- Catalogue des livres, tableaux, desseins et estampes de feu M. le comte de Vence…, 1760
- Louis Susane, Histoire de l'ancienne infanterie française, 1853
- André Borel d'Hauterive, Annuaire de la noblesse de France et des maisons souveraines de l'Europe, Paris, 1887 ;
- René Borricand, Nobiliaire de Provence, Éditions Borricand 1976.
- Philippe Cachau, "Le mécénat du marquis de Voyer au château et aux haras d'Asnières : enjeux politiques et culturels (1750-1755)", Bulletin de la Société de l'Histoire de l'Art français, 2013 (2014) (publication inédite du plan du château d'Asnières du temps du marquis de Voyer, avec mention de l'appartement du comte de Vence dans l'aile d'entrée en retour, disparue).